# Logitech

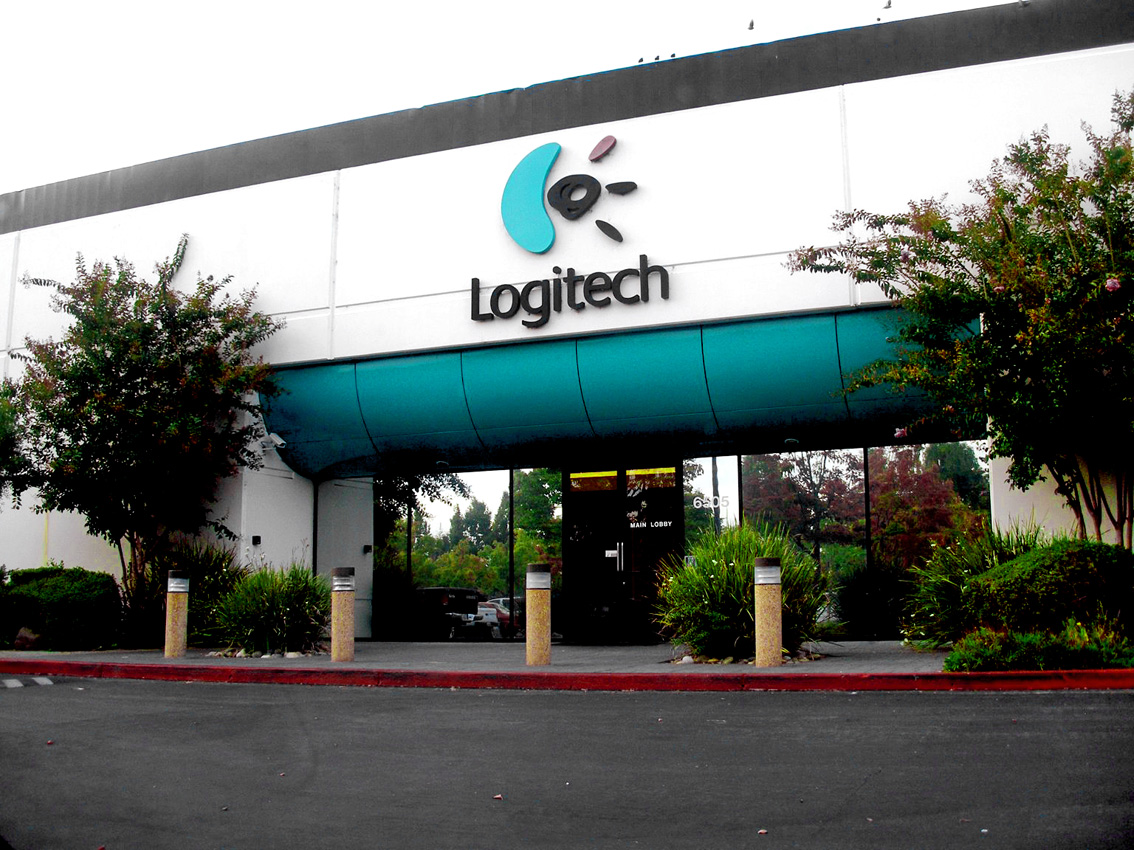
Logitech's Silicon Valley office in Fremont

Logitech International S.A. (SIX LOGN, NASDAQ: LOGI
), amb seu a Romanel-sur-Morges, Suïssa, és propietat de l'hòlding grup Logitech, un fabricant suís de perifèrics. Logitech fabrica perifèrics per PCs, incloent Teclats, ratolins, controladors de videojocs, webcams, altaveus per PC, auriculars, aparell d'àudio sense fils, així com reproductors de MP3 i telèfons mòbils.
A més a més de la seu a Suïssa, l'empresa té oficines a Fremont (Califòrnia), així com a tot Europa, Àsia i a la resta d'amèrica. Les vendes de Logitech i les activitats de comercialització estan organitzades en sis regions geogràfiques: Amèrica, Europa, Orient Mitjà, Àfrica, Austràlia i Àsia i el Pacífic.

## Història
La companyia "Logitech" va ser fundada el 1981 a Suïssa. Inicialment es va dedicar a la fabricació de ratolins OEM expandint-se ràpidament a la venda directa de perifèrics per a ordinador personal (PC). En l'actualitat la companyia té vendes anuals de més de 1.000 milions de dòlars l'any, gairebé totes per productes com ratolins, teclats i càmeres de vídeo barates, de menys de 100 dòlars.
Logitech es va guanyar la seva reputació com innovador tecnològic. Entre altres coses, va ser la primera companyia a introduir un ratolí que funcionés amb llum infraroja, en lloc de bola, i la primera a llançar ratolins i teclats sense fil. Logitech es diferencia de la competència per les seves innovacions contínues (El 2003 va presentar 91 productes nous), el seu prestigi de marques i la seva forta presència a les botigues. També importants encara que menys obvi per als consumidors, va ser la manera com l'empresa va configurar la seva cadena de valor mundial per reduir els costos de producció sense deixar de mantenir els valors en què es basa la seva diferenciació.
Logitech encara realitza el seu treball bàsic de recerca i desenvolupament (sobretot la programació de programari) a Suïssa, on té 200 empleats. La companyia encara és legalment Suïssa, però la direcció de la corporació és a Fremont (Califòrnia), a prop de moltes empreses nord-americà d'alta tecnologia i on té 450 empleats. També a Fremont es realitzen treballs d'investigació i desenvolupament (sempre programació de programari). No obstant això el més important és que Fremont és el centre de les operacions mundials de comercialització, finances i logística de la companyia. El disseny ergonòmic dels productes de Logitech (el seu aspecte i maneig) el realitza a Irlanda una empresa dissenyadora independent. Gairebé tots els productes de Logitech es fabriquen a Àsia. L'expansió de Logitech en la manufactura asiàtica va començar a finals de la dècada de 1980, quan va obrir una fàbrica a Taiwan. En aquest moment, produïa gairebé tots els seus ratolins als Estats Units. Logitech intentava de guanyar els dos clients més prestigiosos de manufactura original: Apple Computer i IBM. Els dos compraven els seus ratolins a Alps, una gran empresa japonesa que proveïa Microsoft. Per atraure clients selectius com Apple, Logitech no només necessitava la capacitat per produir grans volums a baix cost, sinó també havia d'oferir un producte millor dissenyat. La solució: fabricar a Taiwan. El cost era un factor en la decisió, però no tan important com s'havia esperat, ja que la mà d'obra directa a penes sumava el set per cent del cost del ratolí Logitech. Taiwan oferia una base d'abast ben desenvolupat de refaccions, personal qualificat i un sector local de còmput en ràpida expansió. Com a estímul per innovadors en potència, Taiwan oferia espai al parc industrial científic de Hsinchu per la modesta suma de 200.000 dòlars. Logitech va pensar que era un tracte massa bo per deixar-lo passar i va signar l'arrendament. Poc després, Logitech va guanyar el contracte de manufactura amb Apple. Més endavant, la fàbrica de Taiwan produïa més que les instal·lacions dels Estats Units. Després del contracte amb Apple, va començar a operar des de Taiwan altre negoci de manufactura de Logitech, la capacitat total de la planta augmentar a 10 milions de ratolins per any.
A finals de la dècada de 1990, Logitech necessitava més capacitat de producció, i va treslladar la fabricació de molts articles de consum de la companyia a la Xina.

## Productes
Avui dia, els principals productes de la companyia se centren en els perifèrics per a portàtils:
- Ratolins.
- Teclats.
- Càmeres web.
- Trackballs.

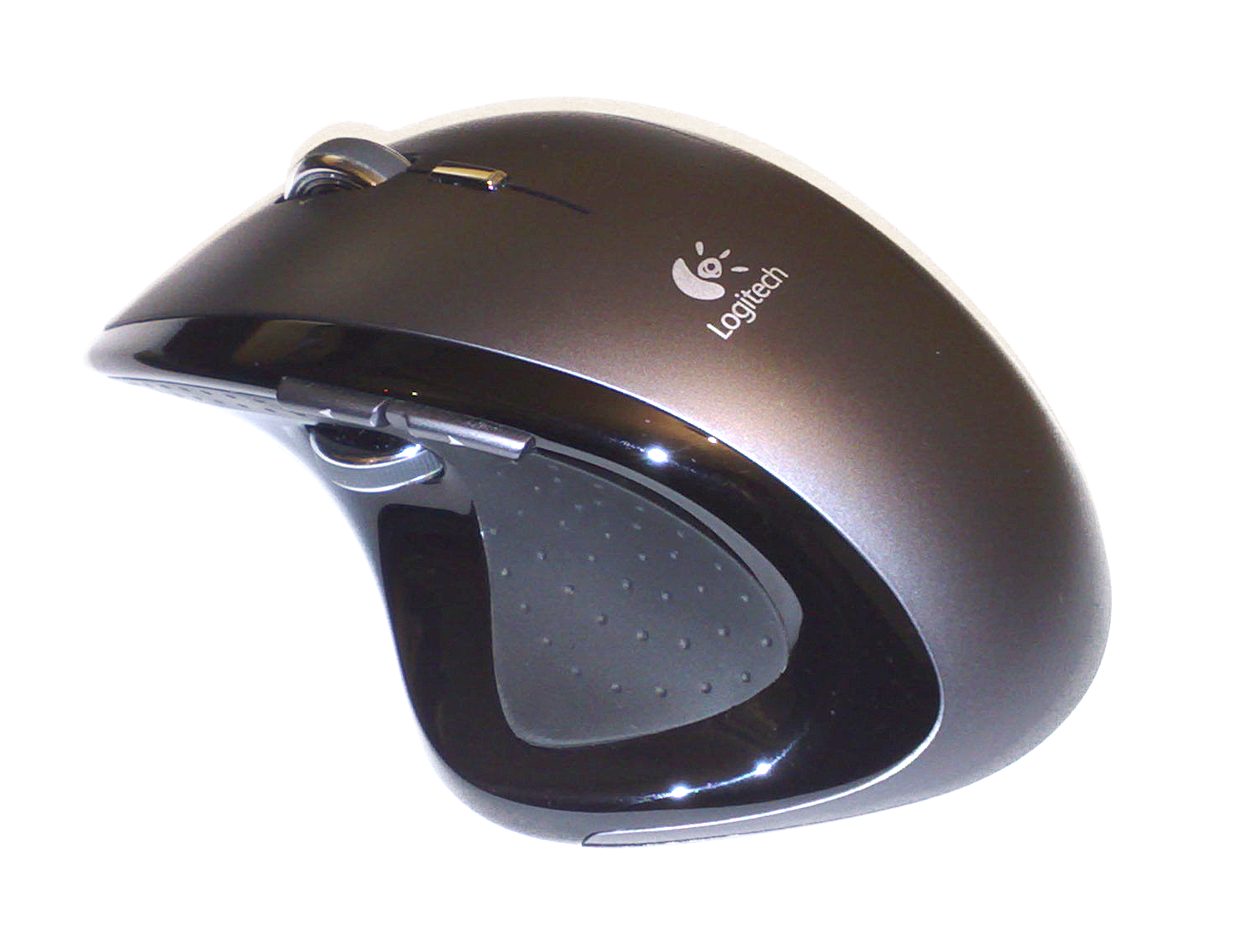
Ratolí Logitech MX Revolution

- Altaveus i amplificadors de so digital.
- Auriculars i micròfons.
- Palanques de joc i volants.

Més recentment, la companyia ha estès el seu negoci als perifèrics per a consoles de joc i per a homes de negocis: punters per a presentacions i un nou bolígraf i paper digital capaç de capturar les notes manuscrites.